# Файли з послідовним доступом
Файли з послідовним доступом — файли, що зберігають інформацію в неструкторованому (для пошуку і обігу) вигляді. Пошук в таких файлах здійснюється послідовним зчитуванням файлу з початку і порівнянням «всього» з шуканим. Так само і звернення до певної ділянки файлу кожного разу вимагає «читання з початку».
Прикладом файлів з послідовним доступом є текстові файли (*.txt)
Файли з послідовним доступом виграють у файлів з довільним доступом за компактністю, але програють за швидкістю доступу.Файли з послідовним доступом – це в основному текстові файли, які можна відкривати за допомогою текстового редактора. Текстовий файл може містити коди символів, ознаку переведення рядка vbCrLf, ознаку табуляції vbTab і ознака кінця файлу. Тут записи – це рядки змінної довжини, відокремлені один від одного символом переведення рядка. Такі файли, зазвичай, створюються додатками для обробки і зберігання текстової інформації (але не числової).
Файли з послідовним доступом читаються від початку до кінця, тому неможливо одночасно і зчитувати з них дані і записувати. Зазвичай інформація з текстового файлу зчитується вся в пам'ять і зберігається вся у файлі після закінчення роботи з нею. Щоб змінити один запис файлу послідовного доступу, його потрібно весь записати заново. Якщо ж додатку потрібен частий доступ до даних, що зберігаються в деякому файлі, слід використовувати файли з довільним доступом.